# Chiêu Thức Võ Thuật
Chiêu Thức Võ Thuật là một bộ phim truyền hình võ hiệp Hồng Kông dựa trên tiểu thuyết  Kinh Diễm Nhất Thương  của Ôn Thụy An do TVB sản xuất. Bộ phim có sự tham gia của Mã Đức Chung, Trần Cẩm Hồng, Âu Cẩm Đường, Xa Thi Mạn, Trần Tùng Linh và Văn Tụng Nhàn. Phim được quay vào năm 2004 và phát hành ở nước ngoài vào tháng 1 năm 2005. Sau đó được phát sóng tại Hồng Kông trên kênh TVB Drama của TVB Pay Vision từ ngày 27 tháng 5 đến ngày 23 tháng 6 năm 2009.

## Cốt truyện
Gia Cát Chính Ngã (Mã Đức Chung), Nguyên Thập Tam Hạn (Âu Cẩm Đường) và Thiên Ý Cư sỹ (Trần Cẩm Hồng) là những người học việc cho cùng một môn phái. Họ đã không gặp nhau trong một thời gian dài. Trong một cuộc tụ họp hiếm hoi, họ kết thúc bằng những con dao găm được rút ra.
Họ học trong cùng một hội khi còn nhỏ và trở thành bạn tốt của nhau. Do hạn chế về thể chất, Thiên Ý không thích võ thuật nên anh đã chuyển sang nghiên cứu âm dương và năm tác nhân vật chất. Gia Cát và Nguyên có năng khiếu võ thuật. Mục tiêu cả đời của Nguyên là trở thành võ sĩ giỏi nhất võ lâm. Tuy nhiên, anh ta không bao giờ có thể đánh bại Gia Cát trước khi rời khỏi sư môn, điều này khiến anh ta vô cùng bận tâm.
Gia Cát làm việc cho triều đình sau khi rời khỏi sư môn. Họ Nguyên sống một cuộc đời lặng lẽ luyện võ với hy vọng một ngày nào đó có thể đánh bại Gia Cát. Khi Nguyên tái xuất Võ Lâm, Gia Cát đã trở nên nổi tiếng và được biết đến với cái tên Gia Cát Cong. Nhiệm vụ trước mắt của anh là chiến đấu chống lại một quan chức thối nát Sái Kinh (Thạch Tu). Vì Sái Kinh, Gia Cát không thể tránh khỏi cuộc chiến cuối cùng với Nguyên. Trong cuộc chiến, Nguyên sử dụng "Xuyên Tâm Tiễn" trong khi Gia Cát đánh trả bằng "Strike at Heart" của mình.
Trên thực tế, Gia Cát chưa bao giờ thực sự muốn đánh nhau với Nguyên. Dưới sự bay bổng của vận may, cả hai cùng yêu một cô gái hiền lành và vui vẻ tên là Tiểu Kính (Xa Thi Mạn).

## Diễn viên
Lưu ý: Tên một số nhân vật được viết bằng tiếng Quảng Đông La tinh hóa.

### Main cast
| Diễn viên      | Vai                                             | Mô tả                                                                                     |
| Mã Đức Chung   | Gia Cát Chính Ngã 諸葛正我                      | Sư đệ của Thiên Ý Cư sĩ Sư huynh của Nguyên Thập Tam Hạn Tiểu Kính và tri kỷ của Mung Tip |
| Trần Cẩm Hồng  | Hứa Tiếu Nhất (Thiên Ý Cư sĩ) 許笑一 (天衣居士) | Tiền bối của Gia Cát Chính Ngã và Nguyên Thập Tam Hạn chồng của Chik Nui                  |
| Âu Cẩm Đường   | Nguyên Thập Tam Hạn 元十三限                    | Sư đệ của Thiên Ý Cư sĩ và Gia Cát Chính Ngã Chồng của Tiểu Kính                          |
| Xa Thi Mạn     | Tiểu Kính 小鏡                                  | Bạn tri kỷ của Gia Cát Chính Ngã vợ của Nguyên Thập Tam Hạn                               |
| Trần Tùng Linh | Mông Điệp 夢蝶                                  | Bạn tri kỷ của Gia Cát Chính Ngã Tùy tùng Choi King                                       |
| Văn Tụng Nhàn  | Hao Diên Linh Phụng (Chức Nữ) 呼延靈鳳 (織女)   | Vợ của Thiên Ý Cư sĩ Đệ tử Thần Châm Môn                                                  |

### Các diễn viên khác
| Diễn viên                | Vai                                    | Mô tả                          |
| Thạch Tu                 | Sái Kinh 蔡京                          | Tể tướng                       |
| Mạc Gia Nghiêu (莫家堯)  | Lãnh Lăng Khí 冷凌棄                   | Tùy tùng của Gia Cát Chính Ngã |
| Hà Khởi Nam (何啟南)     | Thôi Lược Thương 崔略商                |                                |
| Quách Chính Hồng         | Phó Tông Thư 傅宗書                    | Tùy tùng của Sái Kinh          |
| Lê Hán Trì (黎漢持)      | Trí Cao 智高                           | Cha của Tiểu Kính              |
| Chân Chí Cường (甄志強)  | Tống Huy Tông 宋徽宗                   |                                |
| Châu Gia Di (周家怡)     | Tiểu Hồng 小紅                         |                                |
| Lê Tuyên (黎宣)          | Thần Châm bà bà 神針婆婆               | Chưởng môn Thần Châm Môn       |
| Lý Thái Ninh (李彩寧)    | Đệ tử Thần Châm Môn 神針門弟子         |                                |
| Tần Hoàng (秦煌)         | Tam Tiên Đạo Nhân 三鞭道人             |                                |
| La Mãng                  | Đưởng Bảo Ngưu 唐寶牛                  |                                |
| Lương Kiện Bình (梁健平) | Thái Thủy Trạch 蔡水澤                 |                                |
| Quách Phong (郭峰)       | Hoàng Nhan Cổn (Wanggiya Pugya) 完顏袞 |                                |